# Lemmaku
Koordinaten: 59° 1′ N, 27° 8′ O

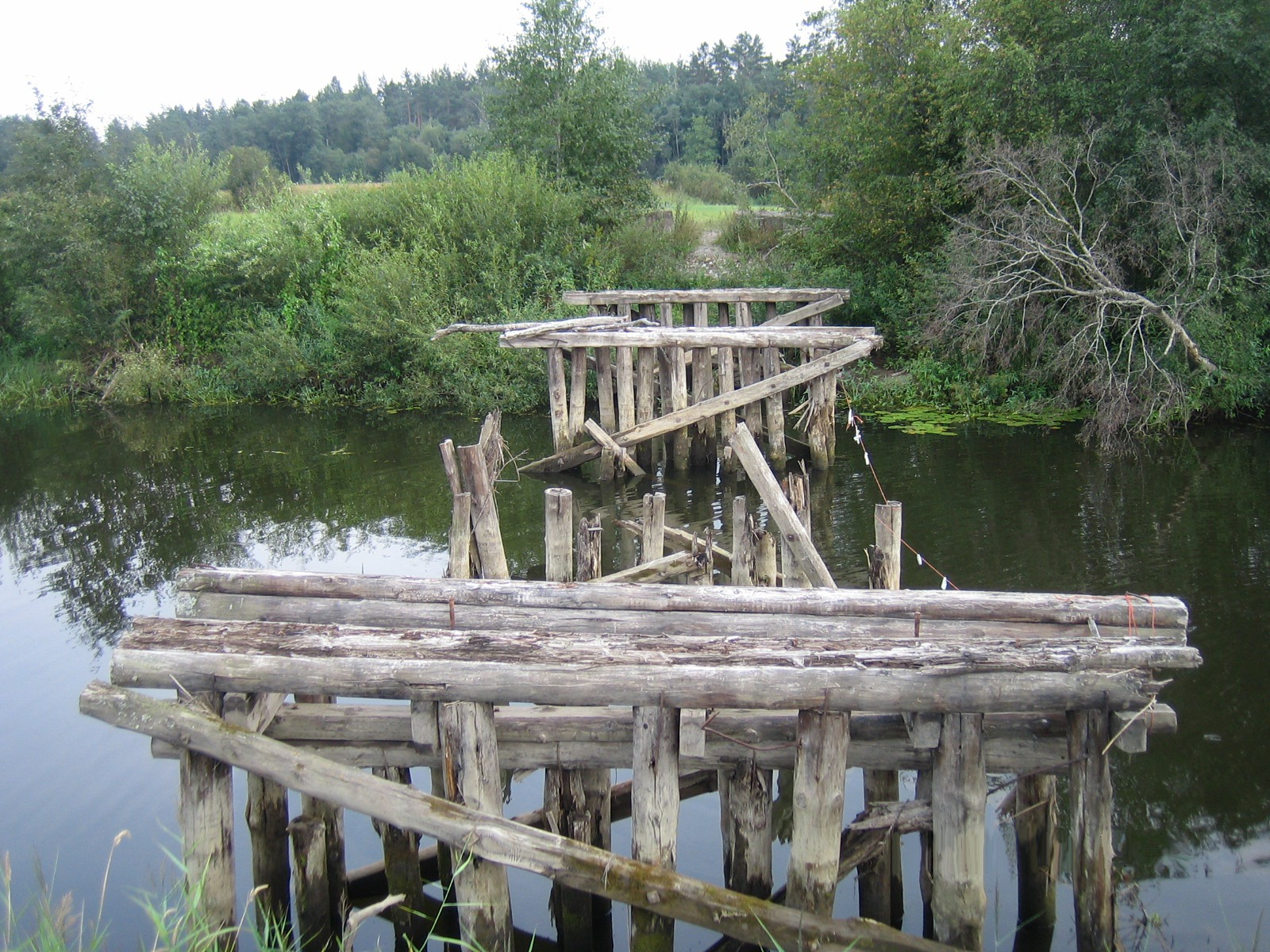
Verfallene Holzbrücke bei Lemmaku

Lemmaku ist ein Dorf (estnisch küla) in der Landgemeinde Alutaguse (bis 2017 Tudulinna). Es liegt im Kreis Ida-Viru (Ost-Wierland) im Nordosten Estlands.

## Beschreibung und Lage
Das Dorf hat 34 Einwohner (Stand 1. Januar 2011).
Der Ort liegt am Fluss Rannapungerja (Rannapungerja jõgi). Am weitgehend unberührten Flussufer finden sich zahlreiche Campingmöglichkeiten.